# Шакиров, Станислав Игоревич

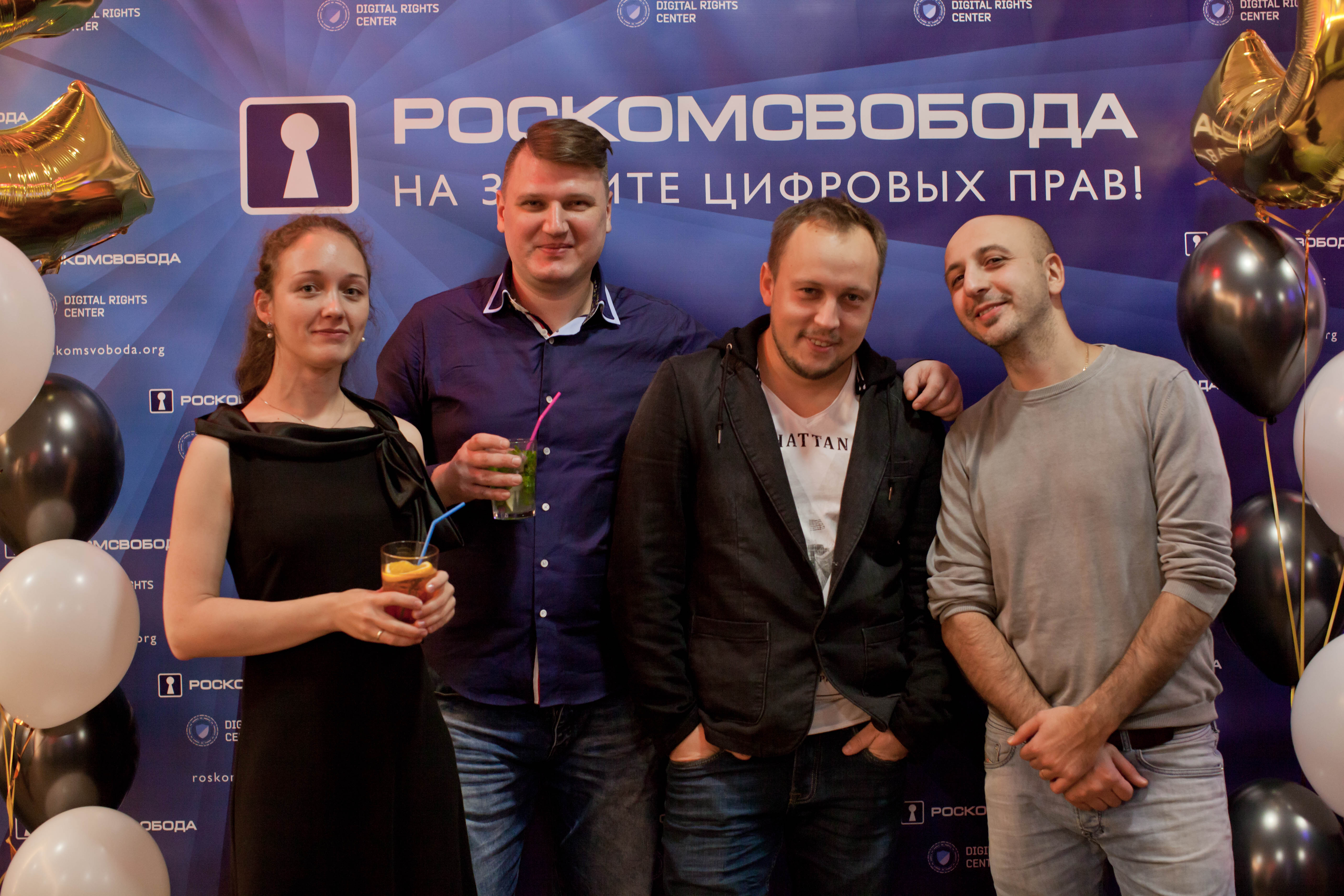
Фото с празднования пятилетия Роскомсвободы

Станислав Игоревич Шакиров (род. 26 января 1987, Владимир) — российский общественный и политический деятель, правозащитник, предприниматель. Основатель и технический директор общественной организации Роскомсвобода, руководитель акселератора проектов в сфере свободы интернета и защиты приватности — Privacy Accelerator.
На протяжении своей общественной деятельности выступает против интернет-цензуры, неправомерной онлайн-слежки и других нарушений цифровых прав граждан.

## Биография
В 2009 году закончил факультет Вычислительной математики и Кибернетики МГУ им. Ломоносова.
В декабре 2009 году основал и стал первым председателем Пиратской партии России. С 2011 по 2013 год занимал должность вице-председателя партии.
1 ноября 2012 года основал общественную организацию Роскомсвобода.
В апреле 2013 года совместно со Станиславом Козловским стал сопредседателем Ассоциации пользователей Интернета.
В 2015 году в составе участников Роскомсвободы основал Центр защиты цифровых прав.
В 2020 году создал Privacy Accelerator — акселератор коммерческих и некоммерческих проектов в области свободы интернета и защиты приватности, выпускниками которого стала Amnezia VPN, проект Секьюрно, SelfPrivacy и пр.
С декабря 2022 года находится в российском реестре иностранных агентов как участник организации Роскомсвобода.